# 2005年の映画
2005年の映画（2005ねんのえいが）では、2005年（平成17年）の映画分野の動向についてまとめる。
2004年の映画 - 2005年の映画 - 2006年の映画

## できごと

### 世界
- 2月2日 - ピアース・ブロスナンが『007』シリーズを降板することが発表された[要出典]。
- 2月16日 - 第55回ベルリン国際映画祭で松竹が企業としては初のベルリナーレ・カメラ賞 (功労賞)受賞[1]。
- 2月26日 - ゴールデンラズベリー賞が開催され、『キャットウーマン』が最低作品賞を受賞。賞の性質上、普通は監督・俳優は授賞式に現れないが、「キャットウーマン」主演のハル・ベリーは授賞式で受賞スピーチを行った[要出典]。
- 3月14日 - 松竹が米・ラスベガスで開催された「ショーウェスト2005」（全米映画館主のための見本市）で最優秀興行賞受賞[1]。
- 5月11日 - 第58回カンヌ国際映画祭が開幕[2]。経産省が初めて日本の映画産業を紹介するコーナーを設置[2]。
- 6月19日 - 第8回上海国際映画祭で『村の写真集』（三原光尋監督）が金爵賞(最優秀賞)受賞[2]。
- 6月29日 - 第13回サンクトペテルブルク映画祭でイッセー尾形、桃井かおり、佐野史郎らが出演したロシア映画『太陽』がグランプリを受賞した[要出典]。
- 7月27日 - 米ハリウッド映画製作大手7社が「デジタルシネマ」の上映方式などの規格統一で合意と発表[2]。
- 8月2日 - 米興行界、23週連続前年割れと不振[2]。
- 9月6日 - カナダ・第29回モントリオール世界映画祭で『いつか読書する日』（緒方明監督）が審査員特別賞受賞[2]。
- 9月9日 - 第62回ヴェネツィア国際映画祭で宮崎駿監督が栄誉金獅子賞受賞[2]。
- 9月23日
  - 松竹、創立110年を記念して、第43回ニューヨーク映画祭で45作品を回顧上映[2]。
  - 『星になった少年』（河毛俊作監督）、タイ・バンコクにてウボンラタナ王女をお迎えして試写会を開催[3]。
- 9月28日 - 第50回アジア太平洋映画祭、マレーシア・クアラルンプールで開催[2]。
- 10月4日 - ダニエル・クレイグが次の『007』シリーズでジェームズ・ボンドを演じることが発表された[要出典]。

### 日本
- 1月
  - 2004年度全国映画館数2825館（うちシネコン1766スクリーン、前年比144スクリーン増）、入場人員1億7000万人（前年比104.8%）と21年ぶりに1億7000万人台を回復、興行収入2109億1400万円（前年比103.8%）と歴代最高を更新[1][4]。
  - 1月1日 - 演劇などへの13歳未満の子役の出演可能時間が現行の20時までから21時までに延長[1]。
  - 1月8日 - 映画評論家・小森和子死去[1]。
  - 1月9日 - 松竹、新潟県中越地震の被災地小千谷市で『男はつらいよ』の無料上映会を2日間開催[1]。
  - 1月10日 - 『ハウルの動く城』などを違法コピーした海賊版DVDを販売の露天商、著作権法違反で逮捕[1]。
  - 1月13日 - キャメラマン岡崎宏三死去[1][5]。
- 2月
  - 2月1日 - 映連、外国映画輸入配給協会（外配協）、モーション・ピクチャー・アソシエーション（MPA）、全興連の4団体「インド洋大津波救援/100円募金キャンペーン」を開始、全国の劇場などに募金箱設置（28日まで）[1]。3月30日、寄せられた募金およそ2053万円を日本赤十字社に寄付[1]。
  - 2月19日 - 映画監督・岡本喜八死去[1]。
  - 2月25日 - 愛知県知多郡・イオン東浦東宝シネマ9、リニューアルして「TOHOシネマズ東浦」と改称[1]。
- 3月
  - 3月1日 - 有線ブロードネットワークスが「USEN」と改称[1]。
  - 3月12日 - 『ドラえもん』の新しい声優陣をテレビ朝日が発表[1]。
  - 3月14日 - 2004年度DVD・ビデオ市場、歴代最高の3753億9300万円の売上額を記録[1]。
  - 3月15日 - 角川グループとCJエンタテインメント（韓国最大手の映画製作・配給・興行会社）が事業提携を発表[1]。
  - 3月17日
    - 角川ホールディングスが日本ヘラルド映画の完全子会社化を発表する[6]。シネコンを展開するヘラルド・エンタープライズを傘下に収めたことで、角川グループが製作・配給・興行まで行う邦画第4のメジャーとなった[7]。
    - 東京・TOHOシネマズ府中開場[1]。

  - 3月18日 - 109シネマズ名古屋開場[1]。
  - 3月25日 - 東京・上野東宝ビル竣工[1]。
  - 3月26日 - 東京日比谷、「さよなら日比谷映画 ありがとうみゆき座」閉館記念名作上映会（入場料金はオープン当時の一般300円、指定席500円）開催（31日まで）[1]。3月31日、東宝本社ビルの改築のため、みゆき座が閉館[8]。同様に、4月8日、日比谷映画（旧千代田劇場）閉館[8][2]。4月1日、宝塚ビルのスカラ座2が「みゆき座」と改名することで名称のみが残る[8][2]。
  - 3月28日 - 松竹、『阿修羅城の瞳』（滝田洋二郎監督）で日本初の知的財産権信託を用いた映画ファンドを組成[1]。
  - 3月31日 - スタジオジブリが徳間書店から分離独立[1]。鈴木敏夫が社長に就任[1]。
- 4月
  - 4月1日 - 日本映画海外普及協会（ユニジャパン・フィルム）が東京国際映像文化振興会を統合し、「日本映像国際振興協会（新・ユニジャパン）」設立[1]。
  - 4月4日 - USENが日活買収検討を発表[2]。8月15日、日活労組の反対にあい、計画を撤回[2]。
  - 4月9日
    - 東京・有楽座（旧・ニュー東宝シネマ）開場、伝統の名称復活[2]。
    - 『名探偵コナン 水平線上の陰謀』（山本泰一郎監督）公開、劇場版シリーズ通算観客動員2000万人を本作品公開中に突破[2]。
- 5月
  - 5月23日 - 映画字幕翻訳家・岡枝慎二死去[2]。
- 6月
  - 6月1日 - NPO法人映像産業振興機構（VIPO）設立[2]。
  - 6月4日 - 『電車男』（村上正典監督）公開、大ヒット[2][9]。単館系拡大上映作品の記録を次々に更新[2]。
  - 6月13日 - TOHOシネマズ、インターネットチケット販売システム「vit」で顧客情報管理不全発生 (15日まで)[2]。
  - 6月25日 - 大阪・ナビオTOHOプレックス9階にシアター6増設[2]。あわせて7階にある従来のシアター6・7はそれぞれシアター7・8に改称[2]。
  - 6月29日 - ウォーレン・クロマティが東京地方裁判所に、『魁!!クロマティ高校THE☆MOVIE』の公開差し止めの仮処分を配給元のメディア・スーツを相手に申し立てていた[要出典]。
  - 6月30日 - 住友商事、子会社のユナイテッド・シネマを通じ日本AMCシアターズ (AMCイクスピアリ16は除く)を買収[2]。スクリーン数国内第3位の興行グループとなる[2]。
- 7月
  - 7月1日 - 「映画館へ行こう!」実行委員会、実施期間1年の予定で映画館の割引入場料金「高校生友情プライス」（高校生3人以上で同一作品鑑賞の場合、入場料金1人1000円）キャンペーン開始[2]。前年導入の“夫婦50割引”は好評につき継続[2]。
  - 7月9日
    - 『スター・ウォーズ エピソード3/シスの復讐』（ジョージ・ルーカス監督）公開、シリーズ（全6作）完結で話題を集め、大ヒット[2][10]。
    - 東京有楽町・シャンテ シネ新装開場[2]。

  - 7月22日 - 東宝映像事業部、成瀬巳喜男監督生誕100年記念のDVD-BOX『成瀬巳喜男 THE MASTERWORKS 1』を、8月26日には『成瀬巳喜男 THE MASTERWORKS 2』を発売[3]。
  - 7月24日 - 豊田利晃監督が覚醒剤取締法違反（所持）で現行犯逮捕される[11]。豊田監督の映画『空中庭園』は公開延期、または、お蔵入りの可能性もあったが、公開を望む声に応えて10月に公開された[11]。
  - 7月27日 - 日本ヘラルド映画、ジャスダックの上場廃止[2]。
- 8月
  - 8月2日 - 日本ヘラルド映画が角川HDの完全子会社となる[2]。8月23日、「角川ヘラルド・ピクチャーズ」と改称[2]。
  - 8月16日 - 松竹、みずほ証券を割当先とする第三者割当による新株予約権発行を発表[2]。
  - 8月18日 - トーキョー・シネマショーに「筑紫哲也賞」制定[2]。第1回授賞式開催[2]。
- 9月
  - 9月1日 - オリエンタルランド、千葉県浦安・AMCイクスピアリ16を買収[2]。
  - 9月4日 - 愛知県名古屋・エンゼル東宝閉館[3]。
  - 9月6日 - 大型台風14号の影響により、九州・中国・四国各地の劇場で休業または上映中止（7日まで）[2]。
  - 9月7日 - インデックスが日活を買収することを発表する[12]。9月28日、インデックス、ナムコより日活の株式の半数を取得し子会社化[2]。
- 10月
  - 10月11日 - 世界初のネットワーク配信デジタルシネマ共同トライアル「4K Pure Cinema」計画案の詳細を、参加企業5社（NTT、NTT西日本、米国・ワーナー・ブラザース、ワーナー ブラザース ジャパン、東宝）合同で記者発表[3][13]。
  - 10月20日 - シネカノン、信託を採用した映画ファンド、韓国に開場するシネコンなどの計画を発表[3]。
  - 10月22日 - 4K Pure Cinema（800万画素）による『ティム・バートンのコープスブライド』の一般興行を東京・シネマメディアージュ、大阪・TOHOシネマズ高槻で開始[3]。
- 11月
  - 11月19日 - 『ハリー・ポッターと炎のゴブレット』（マイク・ニューウェル監督）の先行上映を東宝洋画系関西主力劇場の大阪・ナビオTOHOプレックスで実施[3]。東宝にとって、長年の懸案事項とされたワーナー・ブラザース製作作品の上映を実現した[3]。
  - 11月26日 - 大型新人女優発掘オーディション「松竹STAR GATE」で海老瀬花子がグランプリ[14]。
- 12月
  - 12月4日 - 角川映画とソニー・ミュージックエンタテインメントの共同企画「スーパー・ヒロイン・オーディション ミス・フェニックス」で蓮佛美沙子がグランプリ[14]。
  - 12月8日 - 愛知県・TOHOシネマズ津島開場[3]。
  - 12月9日 - 新藤兼人賞の授賞式が行われ、金賞は『真夜中の弥次さん喜多さん』の宮藤官九郎[15]。
  - 12月10日 - 東京・丸の内ルーブルがネーミングライツを久光製薬に売却し、「サロンパス ルーブル丸の内」に改称された[16][3]。一般企業の映画館の命名権取得は日本初[3]。
  - 12月24日 - 大阪梅田・OS劇場C.A.Pが「OS名画座」と改称[3]。
  - 12月26日 - ホテルなどに向けネット配信を主な事業とする「シネマプラス」（東映ほかが設立）に東宝・松竹・角川映画・インデックスの各社が出資[3]。

## 周年
- 創業110周年
  - 松竹 - 「松竹110年祭」（2005年11月 - 12月、シネスイッチ銀座）、「松竹映画探索 1960-70年代」（2006年1月 - 3月、東京国立近代美術館フィルムセンター）で特集上映が行われた[17]。
- 生誕100周年
  - 成瀬巳喜男・斎藤寅次郎・野村浩将・豊田四郎・稲垣浩・中川信夫 - 東京国立近代美術館フィルムセンターで回顧上映された[18]。

## 全世界興行収入ランキング
| 順位 | 題名                                    | スタジオ                     | 興行収入     |
| ---- | --------------------------------------- | ---------------------------- | ------------ |
| 1    | ハリー・ポッターと炎のゴブレット        | ワーナー・ブラザース         | $896,911,078 |
| 2    | スター・ウォーズ エピソード3/シスの復讐 | 20世紀フォックス             | $848,754,768 |
| 3    | ナルニア国物語/第1章: ライオンと魔女    | ブエナ・ビスタ・ピクチャーズ | $745,013,115 |
| 4    | 宇宙戦争                                | パラマウント・ピクチャーズ   | $591,745,540 |
| 5    | キング・コング                          | ユニバーサル・ピクチャーズ   | $550,517,357 |
| 6    | マダガスカル                            | ドリームワークス             | $532,680,671 |
| 7    | Mr.&Mrs. スミス                         | 20世紀フォックス             | $478,207,520 |
| 8    | チャーリーとチョコレート工場            | ワーナー・ブラザース         | $474,968,763 |
| 9    | バットマン ビギンズ                     | ワーナー・ブラザース         | $374,218,673 |
| 10   | 最後の恋のはじめ方                      | コロンビア ピクチャーズ      | $368,100,420 |

出典:“2005 Worldwide Box Office Results”.  Box Office Mojo. 2015年12月11日閲覧。

## 各大陸、各国ランキング

### 北米興行収入ランキングTOP10
| 順位 | 題名                                    | 配給                   | 興行収入      |
| ---- | --------------------------------------- | ---------------------- | ------------- |
| 1    | スター・ウォーズ エピソード3/シスの復讐 | 20世紀FOX              | 3億8000万ドル |
| 2    | ナルニア国物語/第1章: ライオンと魔女    | ディズニー             | 2億1700万ドル |
| 3    | ハリー・ポッターと炎のゴブレット        | ワーナー・ブラザーズ   | 2億9000万ドル |
| 4    | 宇宙戦争                                | パラマウント映画       | 2億3420万ドル |
| 5    | キング・コング                          | ユニバーサル           | 2億1800万ドル |
| 6    | ウェディング・クラッシャーズ            | ニュー・ライン・シネマ | 2億0920万ドル |
| 7    | チャーリーとチョコレート工場            | ワーナー・ブラザーズ   | 2億0640万ドル |
| 8    | バットマン ビギンズ                     | ワーナー・ブラザーズ   | 2億0530万ドル |
| 9    | マダガスカル                            | パラマウント映画       | 1億9350万ドル |
| 10   | Mr.&Mrs. スミス                         | 20世紀FOX              | 1億8630万ドル |

出典:“2005 Domestic Yearly Box Office Results”.  Box Office Mojo. 2015年12月12日閲覧。

### イギリス興行収入ランキングTOP10
1. ハリー・ポッターと炎のゴブレット
2. ナルニア国物語/第1章:ライオンと魔女
3. スター・ウォーズ エピソード3/シスの復讐
4. チャーリーとチョコレート工場
5. ウォレスとグルミット 野菜畑で大ピンチ!
6. 宇宙戦争
7. ミート・ザ・ペアレンツ2
8. キング・コング
9. マダカスカル
10. 最後の恋の初め方

出典:“2005 United Kingdom Yearly Box Office Results”.  Box Office Mojo. 2015年12月12日閲覧。

### フランス興行収入ランキング
| 順位 | 題名                                    | 製作国             | 配給                 | 興行収入    |
| ---- | --------------------------------------- | ------------------ | -------------------- | ----------- |
| 1.   | スター・ウォーズ エピソード3/シスの復讐 | アメリカ合衆国の旗 | 20世紀FOX            | $56,861,798 |
| 2.   | ハリー・ポッターと炎のゴブレット        | アメリカ合衆国の旗 | ワーナー・ブラザース | $50,780,955 |
| 3.   | ナルニア国物語/第1章:ライオンと魔女     | アメリカ合衆国の旗 | BVI                  | $33,829,693 |
| 4.   | Brice de Nice                           | フランスの旗       | TFM                  | $31,023,937 |
| 5.   | 宇宙戦争                                | アメリカ合衆国の旗 | UIP                  | $29,962,572 |
| 6    | チャーリーとチョコレート工場            | アメリカ合衆国     | ワーナー・ブラザーズ | $28,722,737 |
| 7    | キング・コング                          | アメリカ合衆国     | UIP                  | $26,629,505 |
| 8    | マダガスカル                            | アメリカ合衆国     | UIP                  | $22,506,646 |
| 9    | ミリオンダラー・ベイビー                | アメリカ合衆国     | MARS                 | $22,136.162 |
| 10   | Mr.&Mrs. スミス                         | アメリカ合衆国     | SEDフィルム          | $21,938,141 |

出典:“2005 France Yearly Box Office Results”.  Box Office Mojo. 2015年12月12日閲覧。

### 日本興行収入ランキング
| 順位 | 題名                                                                            | 製作国                                                 | 配給                 | 興行収入  |
| ---- | ------------------------------------------------------------------------------- | ------------------------------------------------------ | -------------------- | --------- |
| 1    | ハウルの動く城                                                                  | 日本の旗                                               | 東宝                 | 196.0億円 |
| 2    | スター・ウォーズ エピソード3/シスの復讐                                         | アメリカ合衆国の旗                                     | 20世紀フォックス     | 091.7億円 |
| 3    | 宇宙戦争                                                                        | アメリカ合衆国の旗                                     | UIP                  | 060.6億円 |
| 4    | チャーリーとチョコレート工場                                                    | イギリスの旗 · アメリカ合衆国の旗 · オーストラリアの旗 | ワーナー・ブラザース | 053.5億円 |
| 5    | Mr.インクレディブル                                                             | アメリカ合衆国の旗                                     | ブエナ・ビスタ       | 052.6億円 |
| 6    | 劇場版ポケットモンスター アドバンスジェネレーション ミュウと波導の勇者 ルカリオ | 日本の旗                                               | 東宝                 | 043.0億円 |
| 7    | オペラ座の怪人                                                                  | アメリカ合衆国の旗 · イギリスの旗                      | GAGA USEN            | 042.0億円 |
| 7    | 交渉人 真下正義                                                                 | 日本の旗                                               | 東宝                 | 042.0億円 |
| 9    | ターミナル                                                                      | アメリカ合衆国の旗                                     | UIP                  | 041.5億円 |
| 10   | NANA                                                                            | 日本の旗                                               | 東宝                 | 40.3億円  |

出典:2005年興行収入10億円以上番組 (PDF)  - 日本映画製作者連盟

## 日本公開映画
2005年の日本公開映画を参照。

## 日本の映画興行
- 入場料金（大人）
  - 1,800円[19] - 一般入場料金は14年間据え置かれている[20]。
  - 1,800円（統計局『小売物価統計調査（動向編） 調査結果』[21] 銘柄符号 9341「映画観覧料」）[22]
- 入場者数 1億6045万人[4]
- 興行収入 1981億6000万円[4]

| 配給会社 | 番組数 | 年間興行収入  | 概要                                                                    |
| 配給会社 | 番組数 | 前年対比      | 概要                                                                    |
| -------- | ------ | ------------- | ----------------------------------------------------------------------- |
| 松竹     | 28     | 136億8058万円 | 『ロード・オブ・ザ・リング/王の帰還』のような大ヒット作が無かったため。 |
| 松竹     | 28     | 66.7%         | 『ロード・オブ・ザ・リング/王の帰還』のような大ヒット作が無かったため。 |
| 東宝     | 24     | 525億934万円  | 東宝歴代3位の年間興行収入                                               |
| 東宝     | 24     | 96.8%         | 東宝歴代3位の年間興行収入                                               |
| 東映     | 14     | 119億8586万円 |                                                                         |
| 東映     | 14     | 125.1%        |                                                                         |

出典:「2005年度 日本映画・外国映画 業界総決算 経営/製作/配給/興行のすべて」『キネマ旬報』2006年（平成18年）2月下旬号、キネマ旬報社、2006年、177 - 178頁。

## 受賞
- 第78回アカデミー賞
  - 作品賞 - 『クラッシュ』
  - 監督賞 - アン・リー（『ブロークバック・マウンテン』）
  - 主演男優賞 - フィリップ・シーモア・ホフマン（『カポーティ』）
  - 主演女優賞 - リース・ウィザースプーン（『ウォーク・ザ・ライン/君につづく道』）
  - 助演男優賞 - ジョージ・クルーニー（『シリアナ』）
  - 助演女優賞 - レイチェル・ワイズ（『ナイロビの蜂』）
  - 脚本賞 - ポール・ハギス、ボビー・モレスコ（『クラッシュ』）
  - 脚色賞 - ラリー・マクマートリー、ダイアナ・オサナ（『ブロークバック・マウンテン』）
  - 撮影賞 - ディオン・ビーブ（『SAYURI』）
  - 視覚効果賞 - 『キング・コング』
  - 長編ドキュメンタリー映画賞 - 『皇帝ペンギン』
  - 長編アニメ賞 - 『ウォレスとグルミット 野菜畑で大ピンチ!』
  - 外国語映画賞 - 『ツォツィ』ギャヴィン・フッド（）

- 第63回ゴールデングローブ賞
  - 作品賞 (ドラマ部門) - 『ブロークバック・マウンテン』
  - 主演女優賞 (ドラマ部門) - フェリシティ・ハフマン（『トランスアメリカ）
  - 主演男優賞 (ドラマ部門) - フィリップ・シーモア・ホフマン（『カポーティ）
  - 作品賞 (ミュージカル・コメディ部門) -『ウォーク・ザ・ライン/君につづく道』
  - 主演女優賞 (ミュージカル・コメディ部門) - リース・ウィザースプーン（『ウォーク・ザ・ライン/君につづく道』）
  - 主演男優賞 (ミュージカル・コメディ部門) - ホアキン・フェニックス（『ウォーク・ザ・ライン/君につづく道』）
  - 助演女優賞 - レイチェル・ワイズ (『ナイロビの蜂』)
  - 助演男優賞 - ジョージ・クルーニー（『シリアナ』）
  - 監督賞 - アン・リー（『ブロークバック・マウンテン』）
  - 脚本賞 - ラリー・マクマートリー、ダイアナ・オサナ（『ブロークバック・マウンテン』）
  - 外国語映画賞 - 『パラダイス・ナウ』ハニ・アブ＝アサド

- 第71回ニューヨーク映画批評家協会賞
  - 作品賞 - 『ブロークバック・マウンテン』
  - 監督賞 - アン・リー（『ブロークバック・マウンテン』）
  - 主演男優賞 - ヒース・レジャー（『ブロークバック・マウンテン』）
  - 主演女優賞 - リース・ウィザースプーン（『ウォーク・ザ・ライン/君につづく道』）
  - 助演男優賞 - ウィリアム・ハート（『ヒストリー・オブ・バイオレンス』）
  - 助演女優賞 - マリア・ベロ（『ヒストリー・オブ・バイオレンス』）
  - 脚本賞 - ノア・バームバック（『イカとクジラ』）
  - 撮影賞 - クリストファー・ドイル他（『2046』）
  - 外国語映画賞 - 『2046』 
  - 初監督賞 - ベネット・ミラー（『カポーティ』）
  - アニメ映画賞 - 『ハウルの動く城』

- 第58回カンヌ国際映画祭
  - パルム・ドール - 『ある子供』（ジャン＝ピエール・ダルデンヌ、リュック・ダルデンヌ）
  - 審査員特別グランプリ - 『ブロークン・フラワーズ』（ジム・ジャームッシュ）
  - 審査員賞 - 『Shanghai Dreams』（ワン・シャオシュアイ）
  - 監督賞 - ミヒャエル・ハネケ（『隠された記憶』）
  - 男優賞 - トミー・リー・ジョーンズ（『メルキアデス・エストラーダの3度の埋葬』）
  - 女優賞 - ハンナ・ラズロ（『フリー・ゾーン』）
  - 脚本賞 - ギレルモ・アリアガ（『メルキアデス・エストラーダの3度の埋葬』）
  - カメラ・ドール - ミランダ・ジュライ:『君とボクの虹色の世界』/Vimukthi Jayasundara『Sulanga Enu Pinisa』

- 第62回ヴェネツィア国際映画祭
  - 金獅子賞 - 『ブロークバック・マウンテン』（アン・リー）
  - 監督賞 - フィリップ・ガレル（『恋人たちの失われた革命』）
  - 男優賞 - デヴィッド・ストラザーン（『グッドナイト&グッドラック』）
  - 女優賞 - ジョヴァンナ・メッツォジョルノ（『心の中の獣』）

- 第55回ベルリン国際映画祭
  - 金熊賞 - 『U-Carmen e-Khayelitsha』（マーク・ドーンフォードメイ ）

- 第29回日本アカデミー賞
  - 最優秀作品賞 - 『ALWAYS 三丁目の夕日』
  - 最優秀監督賞 - 山崎貴（『ALWAYS 三丁目の夕日』）
  - 最優秀脚本賞 - 山崎貴・古沢良太（『ALWAYS 三丁目の夕日』）
  - 最優秀主演男優賞 - 吉岡秀隆（『ALWAYS 三丁目の夕日』）
  - 最優秀主演女優賞 - 吉永小百合（『北の零年』）
  - 最優秀助演男優賞 - 堤真一（『ALWAYS 三丁目の夕日』）
  - 最優秀助演女優賞 - 薬師丸ひろ子（『ALWAYS 三丁目の夕日』）

- 第48回ブルーリボン賞
  - 作品賞 - 『パッチギ!』
  - 主演男優賞 - 真田広之（『亡国のイージス』）
  - 主演女優賞 - 小泉今日子（『空中庭園』
  - 助演男優賞 - 堤真一（『フライ，ダディ，フライ』『ALWAYS 三丁目の夕日』）
  - 助演女優賞 - 薬師丸ひろ子（『オペレッタ狸御殿』『ALWAYS 三丁目の夕日』）
  - 新人賞 - 多部未華子（『HINOKIO ヒノキオ』『青空のゆくえ』）
  - 監督賞 - 佐藤純彌（『男たちの大和/YAMATO』）
  - スタッフ賞 - 内田けんじ（『運命じゃない人』の脚本に対して）
  - 外国語映画賞 - 『ミリオンダラー・ベイビー』
  - 特別賞 - 岡本喜八

- 第79回キネマ旬報ベスト・テン
  - 日本映画
    - 第1位 - 『パッチギ!』 （井筒和幸監督作）
    - 第2位 - 『ALWAYS 三丁目の夕日』 （山崎貴監督作）
    - 第3位 - 『いつか読書する日』 （緒方明監督作）
    - 第4位 - 『メゾン・ド・ヒミコ』 （犬童一心監督作）
    - 第5位 - 『運命じゃない人』 （内田けんじ監督作）
    - 第6位 - 『リンダ リンダ リンダ』 （山下敦広監督作）
    - 第7位 - 『カナリア』 （塩田明彦監督作）
    - 第8位 - 『男たちの大和/YAMATO』 （佐藤純彌監督作）
    - 第9位 - 『空中庭園』 （豊田利晃監督作）
    - 第10位 - 『ゲルマニウムの夜』 （大森立嗣監督作）

  - 外国語映画
    - 第1位 - 『ミリオンダラー・ベイビー』 （クリント・イーストウッド監督作）
    - 第2位 - 『エレニの旅』 （テオ・アンゲロプロス監督作）
    - 第3位 - 『亀も空を飛ぶ』（バフマン・ゴバディ監督作）
    - 第4位 - 『ある子供』 （ジャン＝ピエール&リュック・ダルデンヌ監督作）
    - 第5位 - 『海を飛ぶ夢』 （アレハンドロ・アメナーバル監督作）
    - 第6位 - 『大統領の理髪師』（イム・チャンサン監督作）
    - 第7位 - 『ウィスキー』 （フアン・パブロ・レベージャ、パブロ・ストール監督作）
    - 第8位 - 『スター・ウォーズ エピソード3/シスの復讐』 （ジョージ・ルーカス監督作）
    - 第9位 - 『キング・コング 』（ピーター・ジャクソン監督作）
    - 第10位 - 『ヒトラー 〜最期の12日間〜』 （オリヴァー・ヒルシュビーゲル監督作）

- 第60回毎日映画コンクール
  - 日本映画大賞 - 『パッチギ!』
  - 日本映画優秀賞 - 『オペレッタ狸御殿』
  - 男優主演賞 - 浅野忠信（『誰がために』『乱歩地獄』）
  - 男優助演賞 - 山下規介（『運命じゃない人』）
  - 女優主演賞 - 田中裕子（『いつか読書する日』『火火』）
  - 女優助演賞 - 板谷由夏（『運命じゃない人』）
  - 田中絹代賞 - 若尾文子
  - スポニチグランプリ新人賞 - 石田法嗣（『カナリア』）/関めぐみ（『恋は五・七・五!』『8月のクリスマス』
  - 監督賞 - 緒方明（『いつか読書する日』）
  - 脚本賞 - 内田けんじ（『運命じゃない人』）

## 死去
| 日付 | 日付 | 名前                               | 国籍                              | 年齢 | 職業                                               |
| 1月  | 8日  | 小森和子                           | 日本の旗                          | 95   | 映画評論家                                         |
| 1月  | 9日  | 橋本幸治                           | 日本の旗                          | 68   | 映画監督                                           |
| 1月  | 12日 | アムリーシュ・プリー               | インドの旗                        | 72   | 俳優                                               |
| 1月  | 13日 | 岡崎宏三                           | 日本の旗                          | 86   | 撮影監督                                           |
| 1月  | 17日 | ヴァージニア・メイヨ               | アメリカ合衆国の旗                | 84   | 女優                                               |
| 1月  | 23日 | 桜むつ子                           | 日本の旗                          | 83   | 女優                                               |
| 2月  | 1日  | ジョン・ヴァーノン                 | カナダの旗                        | 72   | 俳優                                               |
| 2月  | 4日  | オジー・デイヴィス                 | アメリカ合衆国の旗                | 87   | 俳優・映画監督                                     |
| 2月  | 10日 | アーサー・ミラー                   | アメリカ合衆国の旗                | 89   | 劇作家                                             |
| 2月  | 19日 | 岡本喜八                           | 日本の旗                          | 81   | 映画監督                                           |
| 2月  | 20日 | サンドラ・ディー                   | アメリカ合衆国の旗                | 62   | 女優                                               |
| 2月  | 22日 | シモーヌ・シモン                   | フランスの旗                      | 94   | 女優                                               |
| 2月  | 22日 | イ・ウンジュ                       | 大韓民国の旗                      | 24   | 女優                                               |
| 2月  | 27日 | 那須博之                           | 日本の旗                          | 53   | 映画監督                                           |
| 3月  | 6日  | テレサ・ライト                     | アメリカ合衆国の旗                | 86   | 女優                                               |
| 3月  | 7日  | デブラ・ヒル                       | アメリカ合衆国の旗                | 54   | 脚本家・プロデューサー                             |
| 3月  | 10日 | 照屋林助                           | 日本の旗                          | 75   | 漫談家・音楽家                                     |
| 3月  | 12日 | 桂文枝                             | 日本の旗                          | 74   | 落語家                                             |
| 4月  | 1日  | 頭師孝雄                           | 日本の旗                          | 58   | 俳優                                               |
| 4月  | 5日  | デブラリー・スコット               | アメリカ合衆国の旗                | 52   | 女優                                               |
| 4月  | 8日  | 野村芳太郎                         | 日本の旗                          | 85   | 映画監督                                           |
| 4月  | 19日 | ジョージ・P・コスマトス            | ギリシャの旗                      | 64   | 映画監督                                           |
| 4月  | 19日 | ルース・ハッシー                   | アメリカ合衆国の旗                | 93   | 女優                                               |
| 4月  | 23日 | ジョン・ミルズ                     | イギリスの旗                      | 97   | 俳優                                               |
| 4月  | 26日 | マリア・シェル                     | オーストリアの旗                  | 79   | 女優                                               |
| 5月  | 6日  | 小林勝彦                           | 日本の旗                          | 68   | 俳優                                               |
| 5月  | 6日  | ジョー・グラント                   | アメリカ合衆国の旗                | 96   | アニメーター                                       |
| 5月  | 17日 | フランク・ゴーシン                 | アメリカ合衆国の旗                | 72   | 俳優・コメディアン                                 |
| 5月  | 23日 | 岡枝慎二                           | 日本の旗                          | 76   | 映画字幕翻訳家                                     |
| 5月  | 25日 | イスマイル・マーチャント           | インドの旗 · アメリカ合衆国の旗   | 68   | プロデューサー                                     |
| 5月  | 26日 | エディ・アルバート                 | アメリカ合衆国の旗                | 99   | 俳優                                               |
| 6月  | 6日  | アン・バンクロフト                 | アメリカ合衆国の旗                | 73   | 女優                                               |
| 6月  | 6日  | ダナ・エルカー                     | アメリカ合衆国の旗                | 77   | 俳優                                               |
| 6月  | 8日  | エド・ビショップ                   | アメリカ合衆国の旗                | 72   | 俳優                                               |
| 6月  | 18日 | 松村達雄                           | 日本の旗                          | 90   | 俳優                                               |
| 6月  | 19日 | 水島弘                             | 日本の旗                          | 73   | 俳優                                               |
| 7月  | 2日  | アーネスト・レーマン               | アメリカ合衆国の旗                | 89   | 脚本家                                             |
| 7月  | 3日  | アルベルト・ラットゥアーダ         | イタリアの旗                      | 90   | 映画監督                                           |
| 7月  | 6日  | エド・マクベイン                   | アメリカ合衆国の旗                | 78   | 作家・脚本家                                       |
| 7月  | 17日 | ジェラルディン・フィッツジェラルド | アイルランドの旗                  | 91   | 女優                                               |
| 7月  | 19日 | エドワード・バンカー               | アメリカ合衆国の旗                | 71   | 作家・俳優                                         |
| 7月  | 20日 | カヨ・マタノ・ハッタ               | アメリカ合衆国の旗                | 47   | 映画監督                                           |
| 7月  | 20日 | ジェームズ・ドゥーアン             | カナダの旗                        | 85   | 俳優                                               |
| 7月  | 26日 | 岡八朗                             | 日本の旗                          | 67   | 喜劇俳優                                           |
| 8月  | 8日  | バーバラ・ベル・ゲデス             | アメリカ合衆国の旗                | 82   | 女優                                               |
| 8月  | 10日 | 山田正弘                           | 日本の旗                          | 74   | 脚本家                                             |
| 8月  | 12日 | 石井輝男                           | 日本の旗                          | 81   | 映画監督                                           |
| 8月  | 16日 | ジョー・ランフト                   | アメリカ合衆国の旗                | 45   | アニメーション脚本家・声優                         |
| 8月  | 16日 | トニーノ・デリ・コリ               | イタリアの旗                      | 81   | 撮影監督                                           |
| 8月  | 22日 | 梶哲也                             | 日本の旗                          | 79   | 俳優・声優                                         |
| 8月  | 23日 | ブロック・ピーターズ               | アメリカ合衆国の旗                | 78   | 俳優                                               |
| 8月  | 31日 | マイケル・シェアード               | イギリスの旗 · スコットランドの旗 | 67   | 俳優                                               |
| 9月  | 13日 | 中北千枝子                         | 日本の旗                          | 79   | 女優                                               |
| 9月  | 14日 | ロバート・ワイズ                   | アメリカ合衆国の旗                | 91   | 映画監督                                           |
| 9月  | 21日 | 三石千尋                           | 日本の旗                          | 64   | カー・スタントマン                                 |
| 9月  | 22日 | 有川貞昌                           | 日本の旗                          | 80   | 特撮監督                                           |
| 9月  | 25日 | ドン・アダムス                     | アメリカ合衆国の旗                | 82   | 俳優・コメディアン                                 |
| 10月 | 7日  | チャールズ・ロケット               | アメリカ合衆国の旗                | 56   | 俳優                                               |
| 10月 | 12日 | 角梨枝子                           | 日本の旗                          | 77   | 女優                                               |
| 10月 | 24日 | 根上淳                             | 日本の旗                          | 82   | 俳優                                               |
| 10月 | 29日 | ロイド・ボックナー                 | カナダの旗                        | 81   | 俳優                                               |
| 11月 | 5日  | ジョン・ファウルズ                 | イギリスの旗                      | 79   | 作家                                               |
| 11月 | 6日  | 小林米作                           | 日本の旗                          | 100  | 記録映像作家                                       |
| 11月 | 11日 | ムスタファ・アッカド               | シリアの旗                        | 75   | 映画監督・プロデューサー                           |
| 11月 | 16日 | 倉田地三                           | 日本の旗                          | 88   | 俳優                                               |
| 11月 | 18日 | ハロルド・J・ストーン              | アメリカ合衆国の旗                | 92   | 俳優                                               |
| 11月 | 21日 | 高村倉太郎                         | 日本の旗                          | 84   | 映画監督                                           |
| 11月 | 21日 | 山下毅雄                           | 日本の旗                          | 75   | 作曲家                                             |
| 11月 | 24日 | パット・モリタ                     | アメリカ合衆国の旗                | 73   | 俳優                                               |
| 11月 | 26日 | 鈴木尚之                           | 日本の旗                          | 76   | 脚本家                                             |
| 11月 | 28日 | E・カードン・ウォーカー            | アメリカ合衆国の旗                | 89   | 元・ウォルト・ディズニー・カンパニー代表取締役会長 |
| 11月 | 28日 | マーク・ローレンス (俳優)          | アメリカ合衆国の旗                | 95   | 俳優                                               |
| 11月 | 29日 | ウェンディ・ジョー・スパーバー     | アメリカ合衆国の旗                | 47   | 女優                                               |
| 12月 | 4日  | 原ひさ子                           | 日本の旗                          | 96   | 女優                                               |
| 12月 | 4日  | グレッグ・ホフマン                 | アメリカ合衆国の旗                | 42   | プロデューサー                                     |
| 12月 | 7日  | エイドリアン・ビドル               | イギリスの旗                      | 42   | 撮影監督                                           |
| 12月 | 10日 | リチャード・プライヤー             | アメリカ合衆国の旗                | 65   | 俳優                                               |
| 12月 | 12日 | アネット・ヴァディム               | デンマークの旗                    | 69   | 女優                                               |
| 12月 | 14日 | トレヴェニアン                     | アメリカ合衆国の旗                | 74   | 作家                                               |
| 12月 | 16日 | ジョン・スペンサー                 | アメリカ合衆国の旗                | 58   | 俳優                                               |
| 12月 | 19日 | 藤木悠                             | 日本の旗                          | 74   | 俳優                                               |
| 12月 | 21日 | 砂本量                             | 日本の旗                          | 47   | 脚本家・映画監督                                   |
| 12月 | 26日 | ヴィンセント・スキャヴェリ         | アメリカ合衆国の旗                | 57   | 俳優                                               |

主な出典:「2005年 映画界物故人」『キネマ旬報』2006年（平成18年）1月下旬号、キネマ旬報社、2006年、226 - 227頁。